# International Floorball League 2020/21
Die International Floorball League 2020/21 war die dritte Spielzeit um die Floorball-Meisterschaft Österreichs, Sloweniens und Ungarns auf dem Großfeld der Herren. Das Teilnehmerfeld bestand aus neun Teams (je drei pro Land).
Die Saison wurde am 10. Oktober 2020 begonnen. Titelverteidiger war der FBK Insport Škofja Loka aus Slowenien. Nachdem bereits die ungarischen Teams aufgrund der Einreisebeschränkungen erst später eingestiegen wären, haben am 25. Oktober 2020 die drei Verbände wegen der zweiten Welle der Corona-Pandemie und damit einhergehenden weiteren Reisebeschränkungen die Saison bereits wieder für beendet erklärt. Die IFL-Teams stocken nun ihre nationalen Ligen auf.

## Teilnehmende Mannschaften
| Villach |

| Graz |

| Wien |

| Villach |

| Graz |

| Wien |

| Škofja Loka |

| Gorenja vas-Poljane 1 |

| Borovnica |

| Škofja Loka |

| Gorenja vas-Poljane 1 |

| Borovnica |

| Budapest 1 |

| Komárom |

| Érd 2 |

| Budapest 1 |

| Komárom |

| Érd 2 |

## Modus
In der Hauptrunde sollte jedes Team jeweils zweimal (Hin- und Rückspiel) gegen jedes andere spielen. Im Salming IFL Final 4 hätten sich dann der 1. gegen den 4. und der 2. gegen den 4 gegenüber gestanden. Die beiden Gewinner hätten dann den Floorball-Meister der drei teilnehmenden Länder ermittelt.

## Hauptrunde
| Pl. | Verein                          | Sp. | S | N | SDS | SDN | Tore  | Diff. | Pkt. |
| --- | ------------------------------- | --- | - | - | --- | --- | ----- | ----- | ---- |
| 1.  | VSV Unihockey                   | 1   | 1 | 0 | 0   | 0   | 11:20 | +9    | 3    |
| 2.  | FBK Insport Škofja Loka (M, SM) | 0   | 0 | 0 | 0   | 0   | 0:0   | ±0    | 0    |
| 2.  | Phoenix Fireball                | 0   | 0 | 0 | 0   | 0   | 0:0   | ±0    | 0    |
| 2.  | SZPK-DESEF Komárom              | 0   | 0 | 0 | 0   | 0   | 0:0   | ±0    | 0    |
| 2.  | FBC Borovnica                   | 0   | 0 | 0 | 0   | 0   | 0:0   | ±0    | 0    |
| 2.  | SU Wiener FV                    | 0   | 0 | 0 | 0   | 0   | 0:0   | ±0    | 0    |
| 2.  | Dunai Krokodilok                | 0   | 0 | 0 | 0   | 0   | 0:0   | ±0    | 0    |
| 2.  | IC Graz (NE)                    | 0   | 0 | 0 | 0   | 0   | 0:0   | ±0    | 0    |
| 9.  | FBK Polanska Banda              | 1   | 0 | 1 | 0   | 0   | 02:11 | −9    | 0    |

| Legende                                             |
| --------------------------------------------------- |
| Teilnahme an den Play-Offs                          |
| (M) IFL Meister                                     |
| (ÖM) österreichischer Meister (2020 nicht vergeben) |
| (SM) slowenischer Meister                           |
| (UM) ungarischer Meister (2020 nicht vergeben)      |
| (NE) Neueinsteiger                                  |

## Final 4
Halbfinale

| 13. März 2021 00:00 Uhr |  | 1. der Hauptrunde | abgesagt | 4. der Hauptrunde |  |

| 13. März 2021 00:00 Uhr |  | 2. der Hauptrunde | abgesagt | 3. der Hauptrunde |  |

Spiel um Platz 3

| 14. März 2021 00:00 Uhr |  | Gewinner Halbfinale 1 | abgesagt | Gewinner Halbfinale 2 |  |

Finale

| 14. März 2021 00:00 Uhr |  | Gewinner Halbfinale 1 | abgesagt | Gewinner Halbfinale 2 |  |